# Mohammad Mohebi
Mohammad Ali Mohebi (pers. محمد محبی; ur. 20 grudnia 1998 w Buszehrze) – irański piłkarz grający na pozycji skrzydłowego w klubie FK Rostów oraz reprezentacji Iranu.

## Kariera klubowa
Mohebi jest wychowankiem Shahin Bushehr. W 2019 został zawodnikiem Sepahan Isfahan. Z klubem zdobył wicemistrzostwo ligi irańskiej. W 2021 przeniósł się do portugalskiej Santa Clary. Później jednak został wypożyczony do Esteghlalu Teheran. Z tą drużyną triumfował w Superpucharze Iranu w roku 2022. 13 lipca 2023 został kupiony przez rosyjski klub FK Rostów.

## Kariera reprezentacyjna
W reprezentacji Iranu zadebiutował 10 października 2019 w starciu z Kambodżą w ramach eliminacji do Mistrzostw Świata 2022. W tym samym meczu zdobył dwa gole, a Iran wygrał aż 14:0. Został powołany na Puchar Azji 2023. Zdobył tam bramkę w ćwierćfinale z Japonią.